# Милица Станковић
Милица Станковић (рођена 4. марта 1991) је српска фудбалерка која игра на позицији нападача и наступила је за женску фудбалску репрезентацију Србије.

## Каријера
Милица Станковић је играла за репрезентацију Србије током ФИФА квалификација за светски куп за жене 2019.